# 1914年オーストラレーシアン選手権
1914年 オーストラレーシアン選手権（1914ねんオーストラレーシアンせんしゅけん、1914 Australasian Championships）に関する記事。オーストラリア・メルボルン市内にある「ウェアハウスマンズ・クリケット・クラブ」にて開催。

## 大会の流れ
- 1921年まで、全豪選手権の実施競技は男子シングルス・男子ダブルスの2部門のみであった。女子競技の3部門（女子シングルス・女子ダブルス・混合ダブルス）が増設されるのは、1922年からである。
- 初期の全豪選手権のように、外国人出場者が少なかった時期は、地元オーストラリア人選手の国旗表示を省略する。

## 大会経過

### 男子シングルス
準々決勝
- アーサー・オハラウッド vs. クラレンス・バックリー　6-4, 6-2, 6-3
- ルパート・ウェルトハイム vs. ロイ・テーラー　6-3, 6-4, 3-6, 6-3
- ジェラルド・パターソン vs. L・レイニー　6-3, 6-4, 6-2
- ロドニー・ヒース vs. ロナルド・トーマス　6-1, 3-6, 6-2, 6-3

準決勝
- アーサー・オハラウッド vs. ルパート・ウェルトハイム　6-3, 6-0, 3-6, 6-4
- ジェラルド・パターソン vs. ロドニー・ヒース　6-3, 6-2, 6-4

## 決勝戦の結果
- 男子シングルス：アーサー・オハラウッド vs. ジェラルド・パターソン　6-4, 6-3, 5-7, 6-1
- 男子ダブルス：ジェラルド・パターソン＆アシュレー・キャンベル vs. アーサー・オハラウッド＆ロドニー・ヒース　7-5, 3-6, 6-3, 6-3